# 浦和うなぎまつり

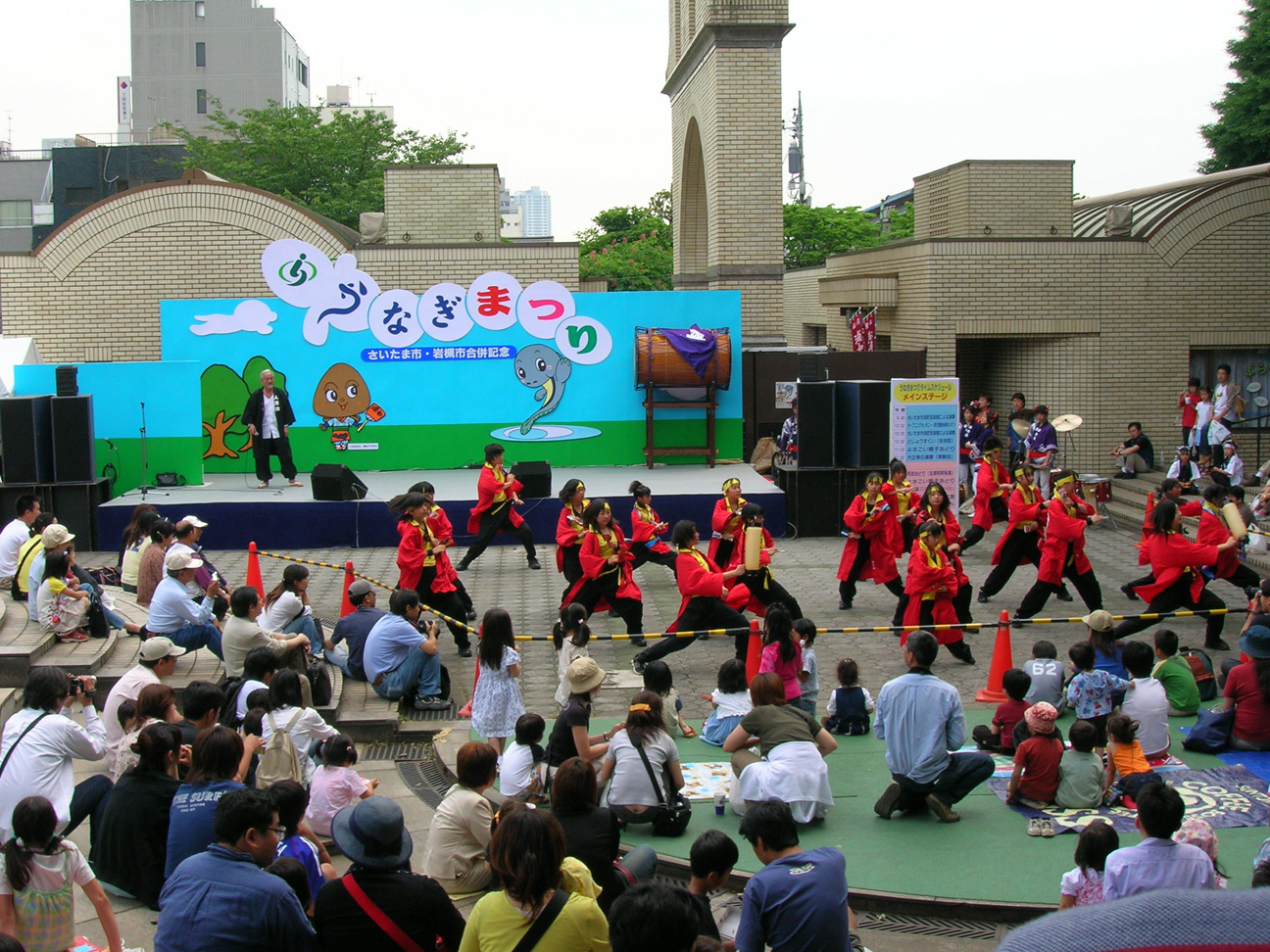
浦和うなぎまつり

浦和うなぎまつり（うらわうなぎまつり）は、埼玉県さいたま市浦和区常盤のさいたま市役所で毎年5月に開催されているイベントである。2023年で20回目となる。

## 概要

浦和駅西口駅前のうなこちゃん石像

旧浦和市時代から浦和エリアでは創業100年以上の老舗うなぎ料理屋が複数あり、うなぎ料理が有名である。そのことから「浦和のウナギ料理」が2008年にさいたま市の伝統産業に指定されている。さいたま市誕生とサッカーワールドカップの埼玉スタジアム開催を記念して、2002年から毎年5月下旬の土曜日にさいたま市役所東側広場及び南側駐車場にてうなぎまつりが開催されるようになった。浦和のうなぎをPRするため、うなぎ調理の実演なども行われる。さいたま市浦和うなぎまつり実行委員会が主催する。浦和うなこちゃんなどのキャラクターショーも開催されている。なお、2017年・2018年はさいたま市役所庁舎の耐震補強工事に伴い、会場を埼玉県庁の南側駐車場に移して開催された。2020年・2021年は新型コロナウイルスの影響で中止となったが、2022年は浦和駅東口の駅前市民広場（パルコ前）に移して3年ぶりに開催され、2023年は4年ぶりにさいたま市役所東側広場及び南側駐車場での開催となった。